# Le Théâtre du Sous-marin jaune

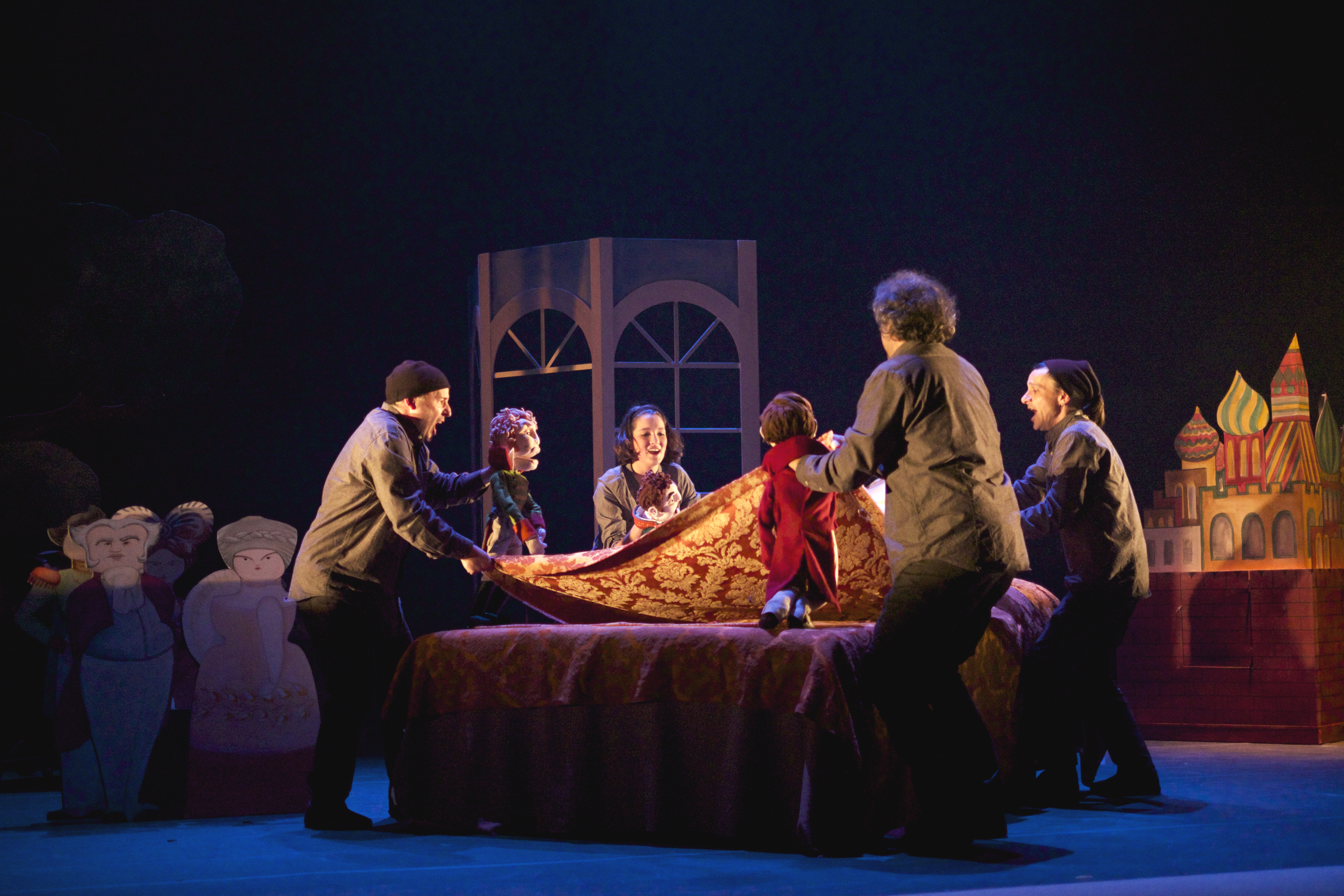
représentation de Guerre et Paix au théâtre de la Bordée

Le Théâtre du Sous-marin jaune est une compagnie québécoise dirigée par une marionnette, Loup Bleu, qui adapte depuis 1995 de grands classiques de la littérature sous forme de spectacle de marionnettes avec la technique du jeu à vue.

## Historique
Le Théâtre du Sous-marin jaune a été fondé en 1994 par Antoine Laprise et Lorraine Côté, rejoints par Jacques Laroche et Guy-Daniel Tremblay.

## Productions
- 1995 : Candide, d'après Voltaire
- 2000 : La Bible, mise en scène Antoine Laprise[1]
- 2005 : Discours de la méthode, d'après Descartes, mise en scène Antoine Laprise[2]
- 2008 : Les Essais, d'après Michel de Montaigne, texte de Michel Tanner, mise en scène de Jacques Laroche[3]
- 2012 : Kanata, une histoire renversée, texte de Jean-Frédéric Messier, mise en scène Antoine Laprise et Jacques Laroche[4]
- 2014 : Guerre et Paix, d'après Léon Tolstoï, texte de Louis-Dominique Lavigne,mise en scène Antoine Laprise, coproduction avec Le Théâtre de Quartier[5]

## Prix et récompenses
- 2000 : Masque de la meilleure production à Québec pour La Bible, mise en scène Antoine Laprise[1]